# Газпромнефть-Восток
ООО «Газпромнефть-Восток» (сайт) создано 14 сентября 2005 года, и является дочерним нефтедобывающим предприятием ПАО «Газпром нефть». Основными видами деятельности ООО «Газпромнефть-Восток» являются добыча нефти и попутного нефтяного газа на территории Томской и Омской областей. Входит в 10-ку крупнейших компаний нефтяной и нефтегазовой промышленности Сибири по версии журнала «Эксперт» и занимает 73-е место в рейтинге крупнейших компаний Сибири по объёмам реализации в 2010 году, составленный журналом «Эксперт».
ООО «Газпромнефть-Восток» работает в Юго-Западной части Крапивинского месторождения (Тарский район Омской области); Шингинском и Южно-Шингинском месторождениях (Томская область); Урманском месторождении (Томская область); Арчинском месторождении (Томская область); Западно-Лугинецком и Нижнелугинецком месторождениях (Томская область); Южно-Табаганском, Смоляном, Солоновском и Кулгинскоом месторождениях (Томская область), Восточно-Мыгинском месторождении (Томская область).
В 2019 году консолидированная добыча «Газпромнефть-Востока» составила 1,7 млн тонн нефтяного эквивалента.

## История
История ООО «Газпромнефть-Восток» (ранее «Сибнефть-Восток») началась 14 сентября 2005 года.
С 2006 года начато бурение эксплуатационных скважин на четырёх месторождениях: Юго-Западной части Крапивинского месторождения (Тарский район Омской области), Шингинском, Урманском и Арчинском месторождениях (Томская область).
В феврале 2010 года «Газпромнефть-Восток» приобрело долю в размере 100 % уставного капитала ООО «СТС-Сервис». Таким образом «Газпромнефть-Восток» стало владельцем лицензии на разработку двух месторождений — Нижнелугинецкого и Западно-Лугинецкого, находящихся в Парабельском районе Томской области.
В августе 2013 года ООО «Газпромнефть-Восток» выиграло аукцион на право пользования недрами Южно-Пудинского участка, в состав которого входят Южно-Табаганское, Смоляное, Солоновское и Кулгинское месторождения.
В марте 2014 года Министерство природных ресурсов и экологии РФ и администрация Томской области заключили соглашение о создании на территории региона федерального опытного полигона по разработке технологий для поиска и освоения трудноизвлекаемых запасов. В число участников проекта вошло «Газпромнефть-Восток». Проект «Палеозой» реализует компания «Газпром нефть» в лице своих дочек - Центра индустриальной интеграции «Газпромнефть-Технологические партнерства» (ранее Технологический центр Бажен) и «Газпромнефть-Восток», при участии администрации Томской области, ТПУ и компаний-партнеров.
В мае 2018 «Газпром нефть» продала долю в 44%  арабской Mubadala и 5% РФПИ.
Значительная часть запасов компании находится на ранней стадии освоения, что создает хороший потенциал для будущего роста и развития «Газпромнефть-Востока».
В 2020 году введена газотранспортная система мощностью 400 млн. м3 в год.

## Деятельность
Помимо добычи нефти и газа предприятие также занимается такими видами деятельности как:
- Капитальное строительство в части эксплуатационного бурения (эксплуатационное бурение скважин, освоение скважин, геофизические работы/услуги),
- Капитальное строительство в части обустройства месторождения,
- Геологоразведочные работы (сейсморазведочные работы, разведочное бурение),
- Научно-исследовательские и опытно-промышленные работы,
- Работы/услуги по добыче нефти (содержание и эксплуатация разведочных и эксплуатационных скважин, сбор, транспортировка, подготовка, сдача и отпуск нефти, ремонт скважин и операции по повышению нефтеотдачи пластов),
- Работы/услуги по добыче общераспространённых полезных ископаемых,
- Работы/услуги по добыче подземных вод,
- Повышение операционной и экономической эффективности.

Компания ориентирована на привлечение сервисных предприятий нефтегазового комплекса Томской области и продолжает работу по внедрению новых технологий бурения палеозойских отложений на обсадных трубах.